# بساک (گل)
بساک (به انگلیسی: Anther) به بخشی از پرچم گل گفته می‌شود. هر پرچم دارای دو قسمت اصلی به نام بساک و پایهٔ نگاه دارندهٔ آن یعنی میله است. بساک معمولاً متشکل از دو لوب یا کیسه است و هر لوب هم شامل یک جفت کیسه گرده یا حجرهٔ حاوی گرده است. ادامهٔ میله پرچم که رابط نام دارد. لوب‌ها را به یکدیگر متصل می‌کند. در بعضی موارد مثلاً در تیره مالواسه بساک تنها یک لوب دارد بنابراین برعکس حالت عادی که بساک دو حجره‌ای است آن را یک حجره‌ای می‌نامند. طرز قرار گرفتن بساک به دو صورت چسبیده و متحرک یا گردان است. بساک بخش انتهایی و به طور معمول برجسته پرچم است که دارای دانه‌های گرده است.

## باز شدن بساک
باز شدن یا شکوفایی بساک معمولاً از جهت طولی است در این حالت بین هر جفت کیسه گرده شکافی ایجاد می‌شود و گرده‌ها از طریق شکاف مشترکی از هر دو کیسهٔ یک لوب بساک رها می‌شوند. یک شکل دیگر شکوفایی بساک نحوهٔ باز شدن منفذی است که در بعضی از گیاهان تیره اریکاسه مشاهده می‌شود. در این مورد گرده از راه منافذ انتهایی به بیرون ریخته می‌شود.

## نگارخانه

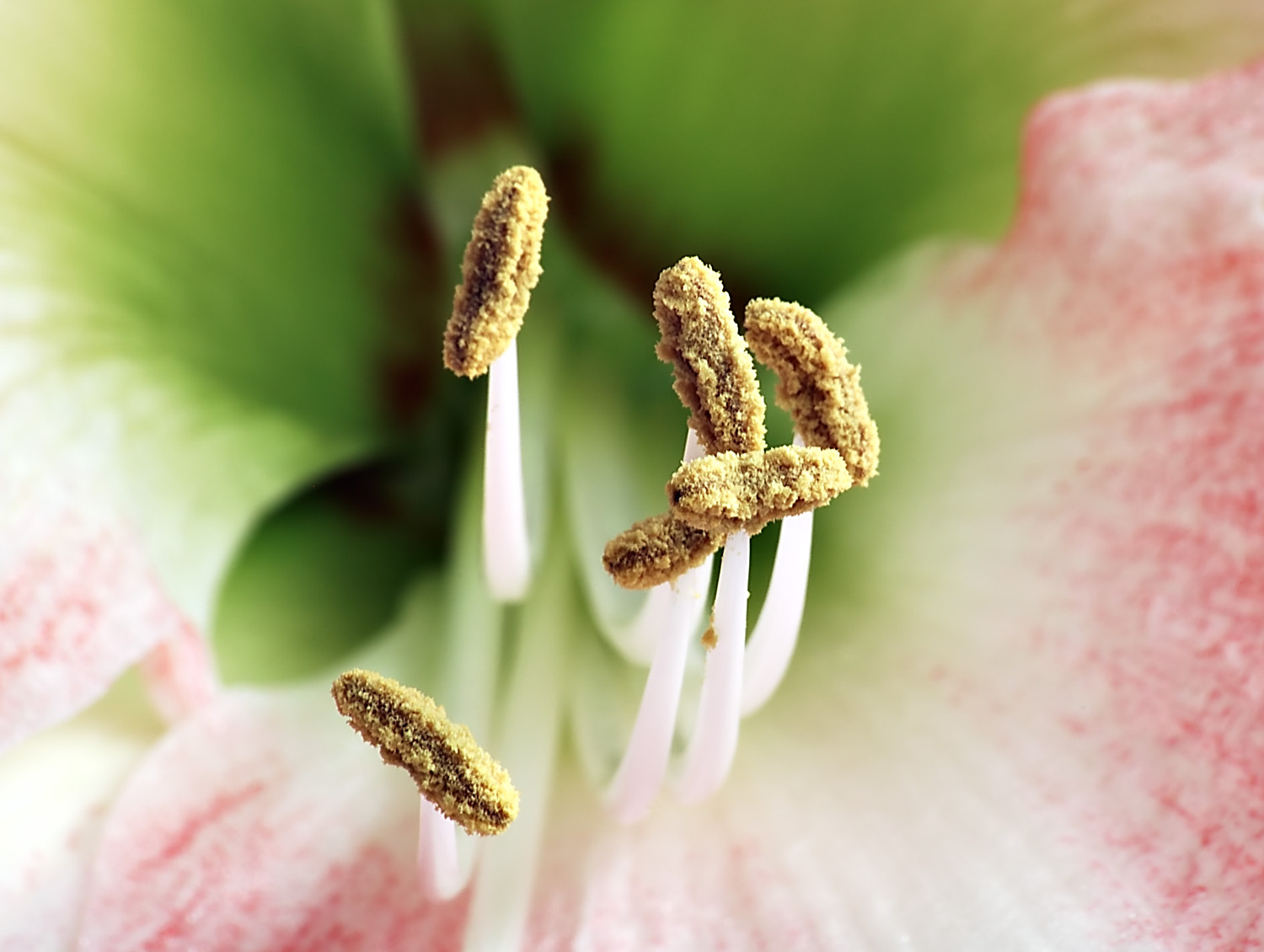
بساک
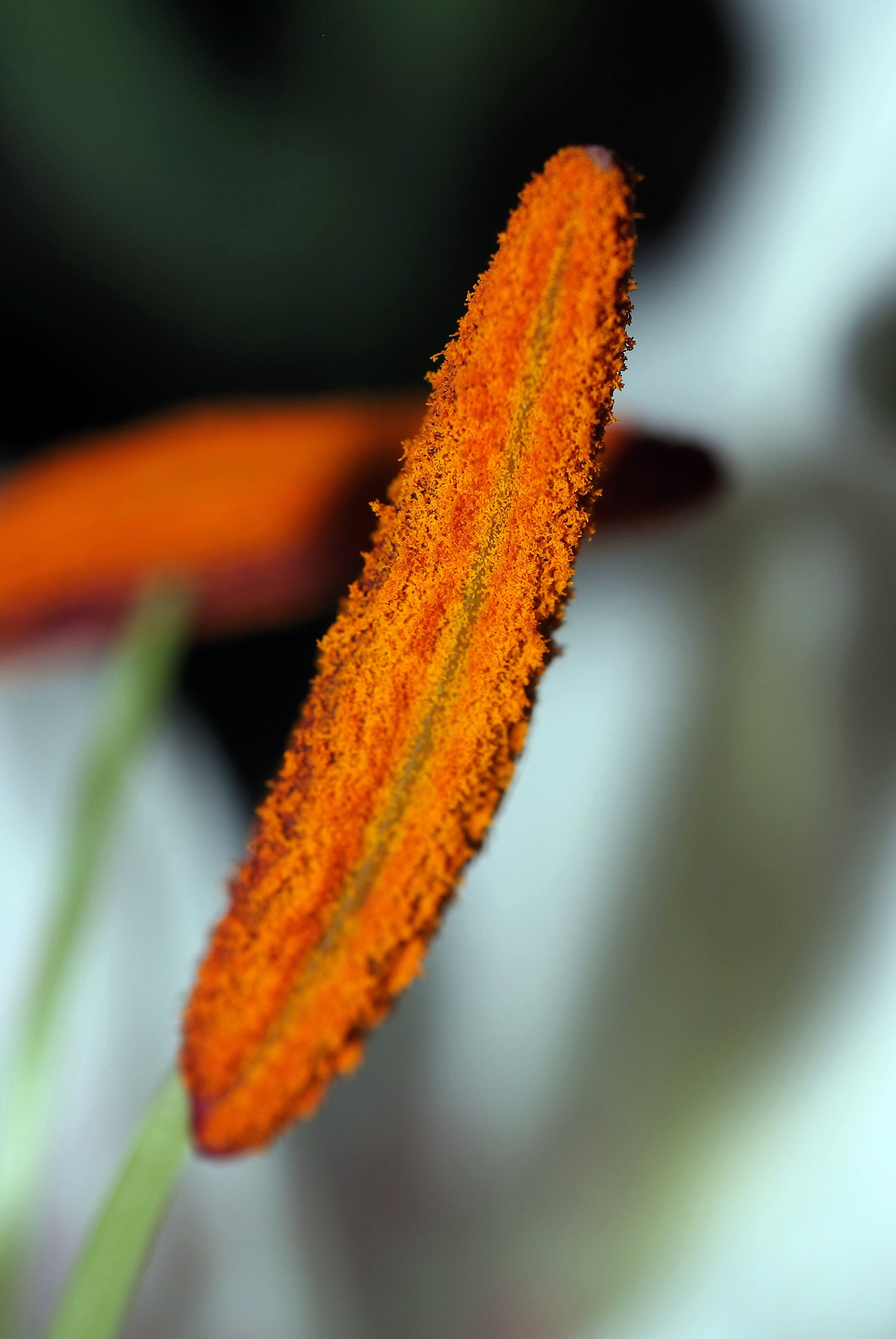
بساک